# Cilunculus misesetosus
Cilunculus misesetosus là một loài nhện biển trong họ Ammotheidae. Loài này thuộc chi Cilunculus. Cilunculus misesetosus được miêu tả khoa học năm 2005 bởi Turpaeva.